# Вайс, Грегор
Грегор Ричард Вайс (родился 18 февраля 1941 года в Ньюарке, штат Нью-Джерси) — американский спортсмен по спортивной гимнастике.

## Биография
Грегор Вайс родился 18 февраля 1941 года в Ньюарке, штат Нью-Джерси. После окончания Университета штата Пенсильвания Вайс служил в военно-воздушных силах США. Выступал на соревнованиях по спортивной гимнастике, в том числе на чемпионатах мира и Олимпийских играх.
В течение 30 лет работал профессором по маркетингу в колледже Prince George College. Владелец двух гимнастических залов Gyms Gold. Тренировал спортсменов Академии ВВС США.
Является отцом двукратного олимпийского чемпиона по фигурному катанию Майкла Вайса.

## Спортивные достижения
Грегор Вайс представлял Соединенные Штаты Америки в 1964 году на летних Олимпийских играх, где занял седьмое место в общекомандном зачете и 59 место в индивидуальном многоборье. Был членом сборной США на чемпионате мира 1966 года по спортивной гимнастике. В Национальной ассоциации студенческого спорта он выступал за Университет штата Пенсильвания. В 1961 году был абсолютным чемпионом.
В 1991 году в США включен в Зал гимнастической славы.